# Matthias Lindner (Fußballspieler, 1988)
Matthias Lindner (* 7. September 1988 in Scheiblingkirchen) ist ein österreichischer Fußballspieler.

## Karriere
Lindner begann in der Akademie bzw. Jugendmannschaft des VfB Admira Wacker Mödling, von wo er 2006 sein Debüt in der zweithöchsten österreichischen Spielklasse gab. 2007 wechselte er zum SV Mattersburg, wo er am 5. August 2007 sein Debüt gab. Lindner wurde für Michael Mörz in der 90. Minute gegen SCR Altach eingewechselt. Sein erstes Bundesligator erzielte Lindner am 20. April 2008 gegen Wacker Innsbruck, wo er gleich einen Doppelpack erzielte. Das Spiel endete 5:0 für die Burgenländer. Bevor er 2011 innerhalb der Liga zum SC Wiener Neustadt wechselte, errang er noch beim BFV Hallenmasters mit sieben Treffern die Trophäe des erfolgreichsten Torschützen.
Zur Saison 2012/13 wechselt Lindner zum FC Blau-Weiß Linz, wo er einen Vertrag bis Sommer 2013 mit Option auf ein weiteres Jahr unterschrieb.